# Bavaria Entertainment
Bavaria Entertainment ist eine Produktionsfirma für Unterhaltungsformate und Corporate Communications Projekte mit Sitz in Köln. Das Unternehmen entwickelt und produziert TV-Shows und Comedy, Factual Entertainment  und Live Entertainment Formate für deutschsprachige TV-Sender, Streaminganbieter und Corporate Kunden.

## Unternehmensgeschichte
Gegründet wurde das Unternehmen im Mai 2002 als First Entertainment GmbH von der Westdeutschen Rundfunkwerbung GmbH und der Bavaria Film GmbH (München). 2006 wurde es zu einer 100-prozentigen Tochter der Bavaria Film und wurde zum 1. Februar 2015 in Bavaria Entertainment GmbH umbenannt. Zum 1. Juli 2017 verschmolzen Bavaria Entertainment und das 1996 gegründete Kölner Produktionshaus wellenreiter.tv ihre Geschäftstätigkeit. Die Geschäftsführung wurde seitdem gemeinschaftlich durch Oliver Fuchs (Bavaria), Alessandro Nasini (Wellenreiter) und Arne Merten (Wellenreiter) wahrgenommen. Seit dem Ausscheiden von Oliver Fuchs zum 30. September 2018 liegt die Geschäftsführung bei Alessandro Nasini als Managing Director und Arne Merten als Business Director. Weitere Standorte des Unternehmens sind München und Wolfsburg.
Koordinaten: 50° 56′ 54″ N, 6° 54′ 33″ O

## Produktionen (Auswahl)

### Show & Comedy
- Die Giovanni Zarrella Show - Musikshow mit Giovanni Zarrella (ZDF, seit 2021)[4]
- schlachthof - Kabarett mit Michael Altinger und Christian Springer (BR, seit 2023)
- Da kommst du nie drauf! – Quizshow mit Johannes B. Kerner (ZDF, seit 2017)[5]
- Das große Deutschland-Quiz - Quizshow mit Sabine Heinrich (ZDF, seit 2021)[6]
- Die beste Klasse Deutschlands – mit Malte Arkona (KiKa, seit 2008)[7]
- Meister des Alltags – Quizshow mit Florian Weber (SWR, seit 2012)[8]
- KiKA Award - Award Show (KiKA, 2020–2022)[9]
- Der beste Chor im Westen – mit Marco Schreyl (WDR, 2016–2019)[10]
- New Pop Festival - Das Special – mit Guido Cantz (ARD, 2011 bis 2018)[11]
- Die große Show der Naturwunder – mit Frank Elstner und Ranga Yogeshwar (ARD, 2006 bis 2016)[12]
- Formel eins – Musikshow mit Peter Illmann (RTL NITRO, 2013 bis 2017)[13]
- Das große Schlüpfen – mit Johannes B. Kerner (ZDF, 2015)[14]

### Factual Entertainment
- Heimliche Helden - mit Giovanni Zarrella (ZDF, 2021)[15]
- Was kostet: ...? - mit Johannes Zenglein (SWR, 2020) und (seit 2022) Sven Kroll (SWR, NDR & WDR)
- Ausgerechnet – mit Daniel Aßmann und (seit 2020) Sven Kroll (WDR, 2015 bis heute)[16]
- Mach was draus  – mit Eva Brenner (ZDF, 2019 bis 2020)
- Stadt, Land Lecker (ZDF, 2016 bis 2019)[17]
- Lieb & Teuer: Wer bietet mehr? mit Janin Ullmann und Hubertus Meyer-Burckhardt (NDR, 2019)
- No more Boys and Girls - mit Collien Ulmen-Fernandes (ZDFneo, 2018)[18]
- Jenke über Leben – mit Jenke von Wilmsdorff (RTL, 2018)[19]
- Schrott or not – mit Johannes Büchs und Laura Kampf (KiKa, 2016 bis 2017)[20]
- Mit Bock durchs Land (WDR, 2014 bis 2016)
- Frau Heinrich kommt – mit Sabine Heinrich (WDR, 2015)

## Auszeichnungen
- Kindermedienpreis Weiße Elefant für KiKA Award 2022 als „Beste TV-Produktion Show“[21]
- Goldener Spatz 2022 in der Kategorie Unterhaltung für Die beste Klasse Deutschlands[22]